# Retribuzione
La retribuzione, nel diritto del lavoro italiano, è il corrispettivo che spetta al lavoratore per l'attività lavorativa svolta. È la principale obbligazione in capo al datore di lavoro. La retribuzione connota il rapporto di lavoro come un contratto oneroso di scambio (o a prestazioni corrispettive).
Nel caso di retribuzione percepita da un lavoratore dipendente si usano i termini (che non sono sinonimi) salario e stipendio. Per un lavoratore autonomo si parla di compenso.
Con retribuzione annuale lorda (conosciuta anche con l'acronimo RAL) s'intende la retribuzione lorda annuale percepita dal lavoratore. Corrisponde alla retribuzione lorda mensile moltiplicata per il numero di mensilità percepite durante l'anno; è un parametro molto utilizzato dagli operatori di gestione del personale per le assunzioni, i confronti, i costi aziendali legati al personale, ed altre situazioni del caso.

## Disciplina normativa

### Fondamento costituzionale
Nell'ordinamento italiano il principio della retribuzione del lavoro è stabilito dall'articolo 36 della Costituzione italiana, esso infatti stabilisce che il lavoratore deve essere retribuito proporzionatamente alla quantità e alla qualità di lavoro svolto e sufficientemente per poter aver una "esistenza libera e dignitosa". La retribuzione è stabilita, nei limiti predetti di proporzione sufficienza, dalla contrattazione collettiva e, in senso migliorativo, da quella individuale; al riguardo, i documenti di riferimento per il lavoratore dipendente sono il contratto individuale di lavoro e la busta paga.
I principi costituzionali sanciti espressamente dall'art. 36 della Costituzione sono la proporzionalità e la sufficienza.
- proporzionalità: la quantità dell'ammontare della retribuzione non è relazionata soltanto al tempo del lavoro svolto, ma anche dalla qualità della prestazione in termini di difficoltà, importanza e complessità, nonché di responsabilità.
- sufficienza: al lavoratore deve essere garantita una retribuzione che possa attuare il programma sociale individuato dall'art. 3 della Costituzione, proporzionata anche alle concrete esigenze del singolo lavoratore e della propria famiglia.

La proporzionalità è determinata, salvo qualche valutazione affidata alla discrezione della parti, dalla disciplina sindacale. La giurisprudenza infatti ritiene sufficiente la retribuzione quando questa è pari o superiore ai minimi tabellari contenuti nei contratti collettivi. La sufficienza è normalmente considerata sussistente dalla giurisprudenza allorquando è rispettato il principio di proporzione.

### Il problema della definizione legislativa
Il codice civile italiano definisce la retribuzione agli artt. 2094 e 2099 in relazione alla definizione di prestatore di lavoro subordinato, lasciando la determinazione delle modalità di corresponsione termini in uso nel luogo in cui il lavoro viene eseguito; mentre la legge 29 maggio 1982, n. 297 la definisce come tutti gli emolumenti corrisposti a titolo non occasionale.
Poiché dal punto di vista formale, non esiste un principio di omnicomprensitivà, come peraltro chiarito dalle sentenze della Suprema corte di Cassazione 13 febbraio 1984, n. 1069; l'individuazione quindi della retribuzione sarebbe un problema interpretativo della dottrina e la giurisprudenza, nel ricostruire il concetto di retribuzione, non hanno raggiunto un accordo sulle voci da ricomprendere in essa.

## Caratteristiche

### Descrizione generale
La retribuzione non è mero corrispettivo dell'adempimento dell'attività, ma come parte fondamentale del rapporto di lavoro poiché il lavoratore viene retribuito anche quando non adempie alla propria obbligazione (perché fruisce di ferie o permessi, o anche perché in malattia). La corrispettività della retribuzione subisce in questi casi un allentamento per motivi attinenti alla persona del lavoratore: la disciplina legale o contrattuale impone al datore di lavoro di retribuire comunque il lavoratore anche se questo non effettua la controprestazione, contrariamente a quanto normalmente avviene nei contratti sinallagmatici.
Un simile allentamento si verifica anche in alcuni istituti retributivi cosiddetti differiti, che compensano la prestazione effettuata nell'anno o nell'intero rapporto senza una correlazione diretta con il lavoro effettivamente svolto.

### Forme e tipi
Può essere in danaro, ma è anche previsto il pagamento in natura; la modalità di percepimento inoltre rende possibile individuare quattro tipi di retribuzione: a tempo, a cottimo, a premio e con partecipazione agli utili.
La retribuzione a tempo prevede che l'ammontare del pagamento retributivo sia proporzionato alla durata dell'attività lavorativa.
La retribuzione a cottimo invece è relazionata al risultato conseguito da un singolo lavoratore (cottimo individuale) o da un gruppo di lavoratori (cottimo collettivo) in termini di prodotto realizzato; il compenso unitario che spetta al lavoratore può essere riferito al numero di unità prodotte (cottimo puro) o alla quantità di lavoro realizzato e al tempo impiegato (cottimo a tempo). Solitamente i contratti collettivi preferiscono disciplinare una retribuzione che non sia interamente a cottimo, ma che preveda una maggiorazione su una base comunque certa stabilita in ragione del tempo (cottimo misto). Il cottimo è vietato durante il tirocinio, in quanto l'apprendista non ha solitamente le capacità per rendere in modo sufficiente. È obbligatorio invece in quegli ambiti lavorativi dove va mantenuto un certo ritmo di produzione e per i lavoratori a domicilio. Spetta alla contrattazione collettiva stabilire retribuzioni e i rami del lavoro dove è obbligatorio questo tipo di retribuzione.
La retribuzione a premio è commisurata a determinati risultati raggiunti (ad es. il volume di vendite raggiunto), può essere rappresentato dalle provvigioni.
La partecipazione agli utili è corrisposta sulla base del risultato economico conseguito dall'azienda, ed è una forma aggiuntiva di retribuzione in quanto è legata al rischio di impresa. Il lavoratore può essere retribuito anche con retribuzione variabile, ovvero con la partecipazione, in tutto o in parte, agli utili o ai prodotti dell'impresa in cui lavora. Essendo simile alla retribuzione in natura, trova ambito anch'essa in alcuni settori ben individuati e limitati dalla contrattazione collettiva.

## Retribuzione minima
Nell'ordinamento italiano la retribuzione minima è fissata dall'autonomia collettiva, non esistendo una disciplina con forza di legge che determini in maniera specifica i principi generali dell'art.36 della Costituzione. È funzione e compito, pertanto, del contratto collettivo di lavoro determinare, con l'aggiornamento ad ogni accordo di rinnovo, l'oggetto della retribuzione. Quando questa manca in determinati ambiti, il lavoratore è comunque tutelato in caso di retribuzione inadeguata.

## Costo aziendale addetto
Come esiste la differenza  tra retribuzione netta e retribuzione lorda, occorre non confondere la retribuzione lorda e il relativo costo azienda per addetto (cioè il costo aziendale relativo ad una retribuzione). Oltre al RAL, infatti, il datore di lavoro sostiene altri costi tra i quali: contributi previdenziali a carico, premi assicurativi a carico, imposte a carico, TFR, costi specifici per attrezzature o formazione o spese vive di servizio, costi di struttura specifici. Quando si usa il termine "specifico' s'intende la parte addossabile ad un singolo addetto (come si calcola tramite la contabilità analitica).
Ne discende che il costo (per addetto) azienda è sempre maggiore del relativo RAL. Al responsabile del personale interessa il RAL; al controller interessa il costo aziendale.